# Rudolf Dölling
Rudolf Dölling (4. listopadu 1902 Hranice – 3. srpna 1975 Berlín) byl československý odborář a politik německé národnosti a meziválečný poslanec Národního shromáždění za Komunistickou stranu Československa, poválečný politik a důstojník v Německé demokratické republice.

## Biografie
Pocházel z rodiny textilního dělníka. Vychodil národní školu a nastoupil do textilní továrny a do kovoprůmyslu. Po jistou dobu byl i zemědělským dělníkem. Později pracoval coby horník v hnědouhelném dole ve městě Golpa v Sasku. Od roku 1921 byl členem Komunistické strany Německa. Pro své politické názory byl propuštěn z práce v Golpě a jako občan Československa vykázán do ČSR. Od roku 1923 byl členem Komunistické strany Československa. Od roku 1925 zastával funkci tajemníka komunistického odborového svazu textilních dělníků v západních a severních Čechách. Od roku 1932 byl ústředním tajemníkem tohoto svazu. Později zastával i post tajemníka ústřední rady komunistického odborového hnutí v Československu.

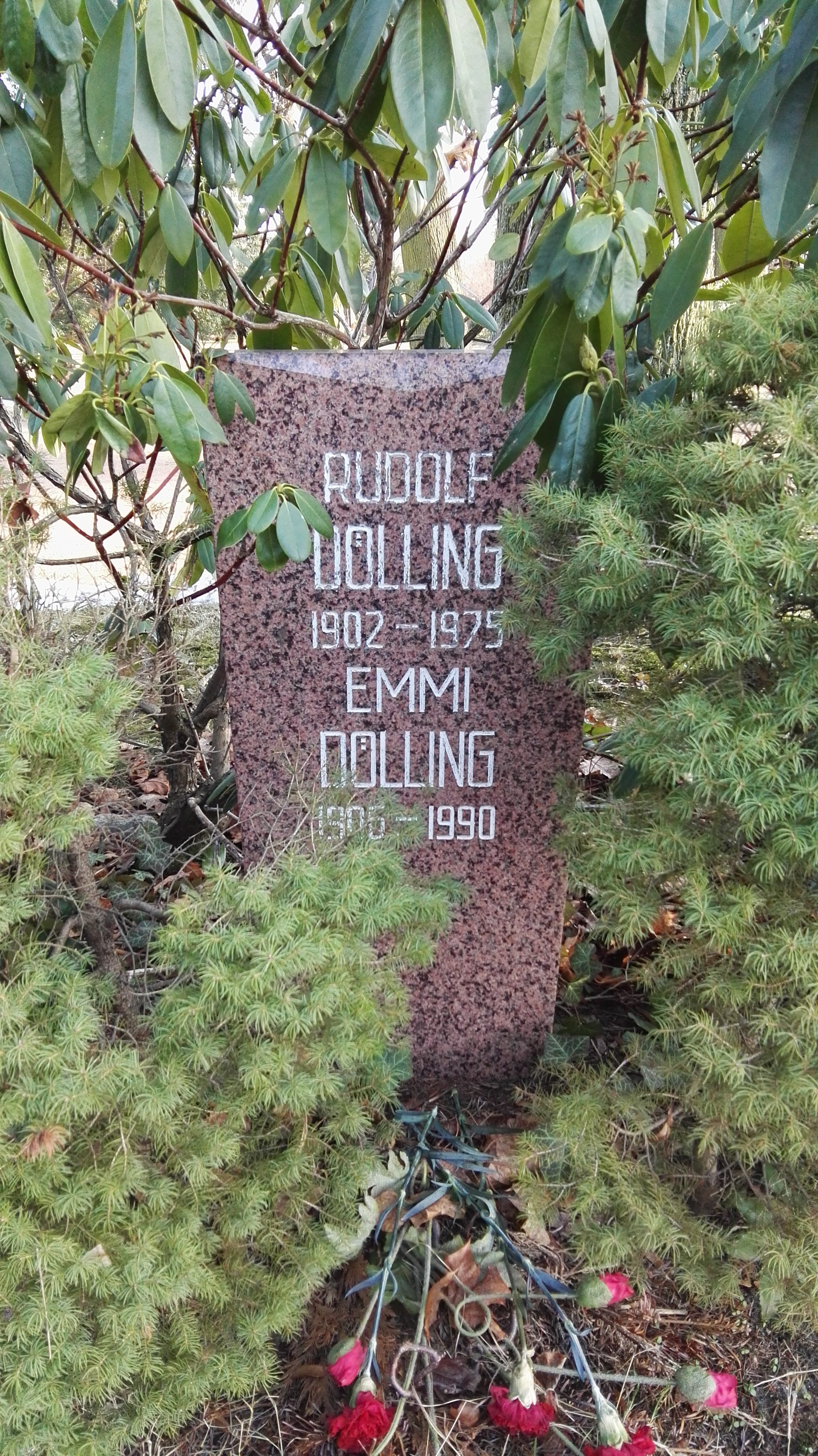
Náhrobek na Ústředním hřbitově ve Friedrichsfelde

Po parlamentních volbách v roce 1935 se stal poslancem Národního shromáždění. Mandát získal až s jistým odstupem po volbách jako náhradník poté, co byl jeho stranický kolega Josef Štětka zbaven nálezem volebního soudu mandátu. Profesí byl dělník. Podle údajů z roku 1935 bydlel v Janově Dolu. Poslanecké křeslo ztratil v prosinci 1938 v důsledku rozpuštění KSČ.
V roce 1938 se podílel na komunistickém stávkovém hnutí proti Sudetoněmecké straně. Válku strávil v exilu v Moskvě. Zde navštěvoval školu Komunistické strany Sovětského svazu a od roku 1943 byl členem exilového Nationalkomitee Freies Deutschland. Po válce se nejprve vrátil do Československa a roku 1946 přesídlil do Berlína v pozdější Německé demokratické republice, kde se stal komunistickým funkcionářem v tamní armádě, bezpečnostních složkách i diplomatické službě.